# Commanding General’s Mounted Color Guard
Commanding General's Mounted Color Guard (CGMCG) − reprezentacyjny pododdział jazdy konnej 1 Dywizji Piechoty w Fort Riley w Kansas, został aktywowany w 1992, przydzielony do batalionu dowodzenia (HHB) 1 Dywizji Piechoty i jest jednostką bezpośrednio podporządkowaną jej dowódcy. Pełni rolę konnej straży sztandaru 1 Dywizji Piechoty.

## Historia

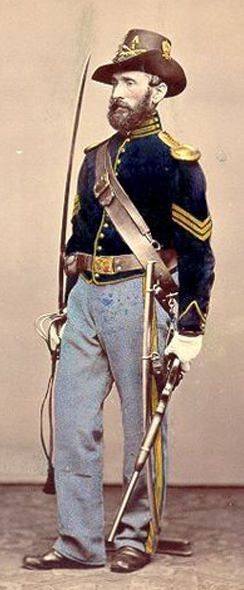
Sierżant kawalerii US Army 1866

Założona w 1992 roku konna gwardia stanowi nawiązanie do historii Fort Riley. Żołnierze tej jednostki są umundurowani, noszą ekwipunek i wyposażenie z okresu wojny secesyjnej. Wszystkie najdrobniejsze detale mundurów są zgodne ze wzorem mundurów żołnierzy jednostek przydzielonych do Fort Riley, a kawalerzyści otrzymują instrukcje z podręczników używanych przez kawalerzystów wojny secesyjnej.

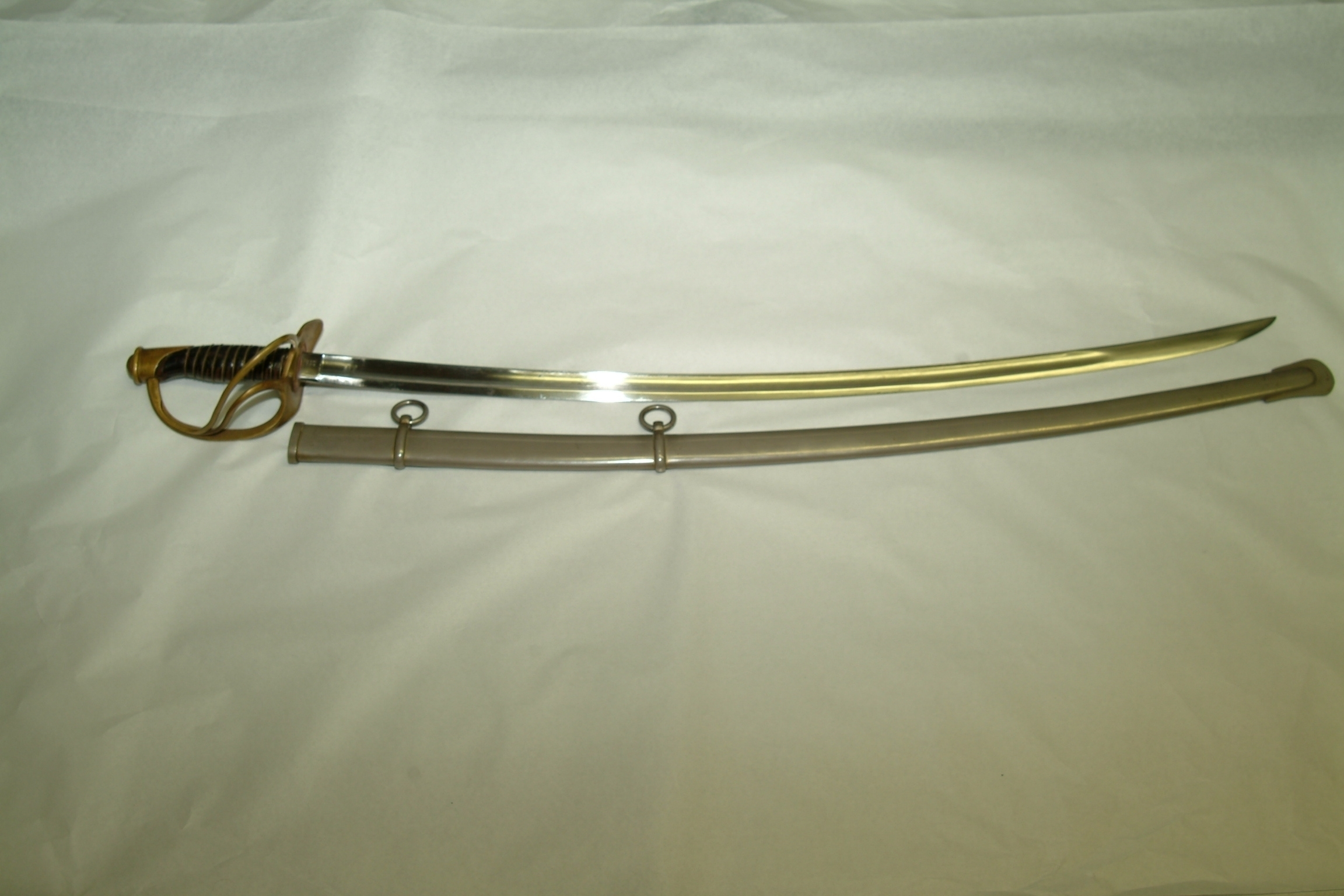
Szabla wz. 1862

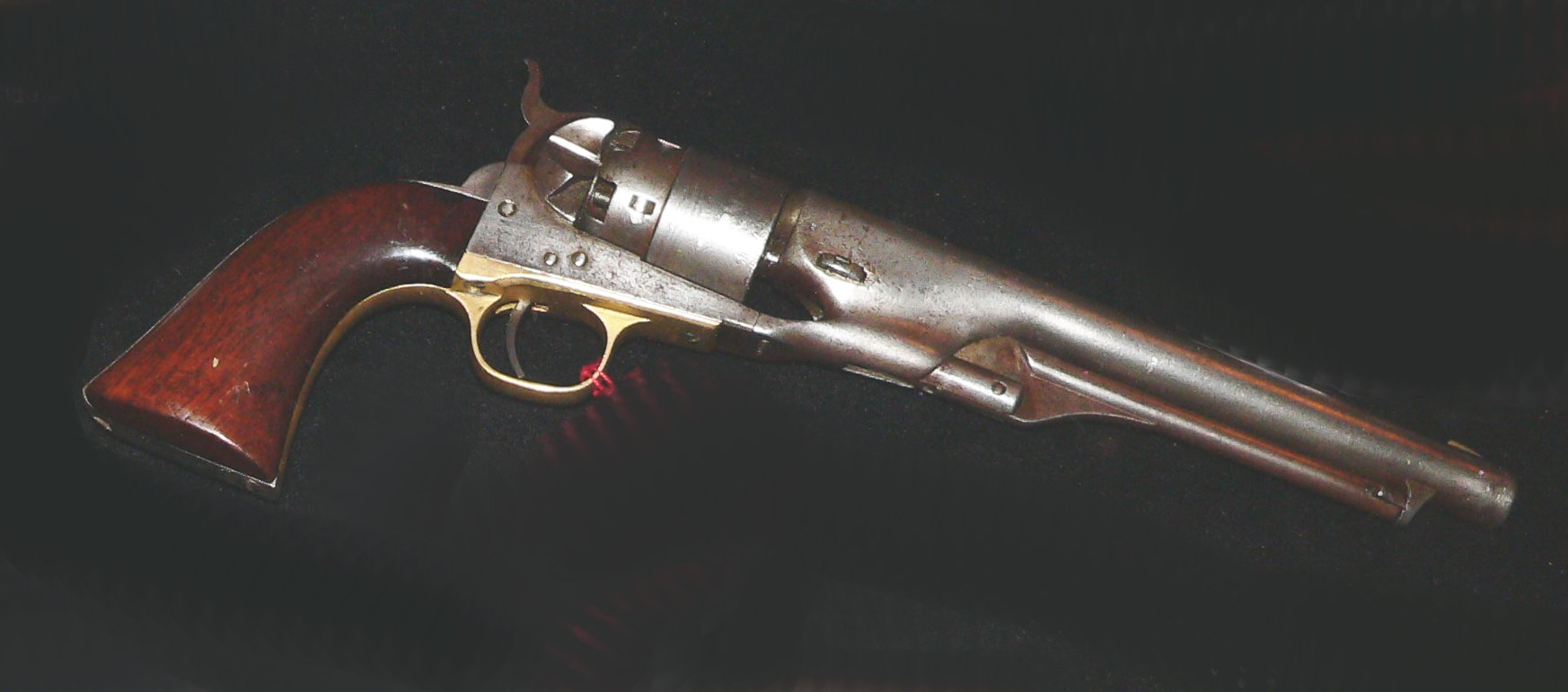
Rewolwer Colt Army model 1860

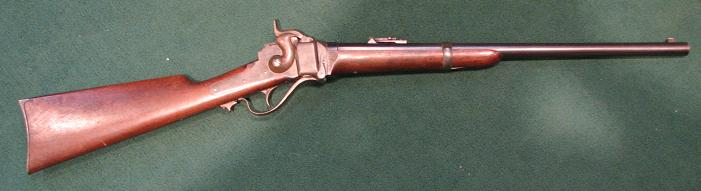
Karabinek Sharps 1863

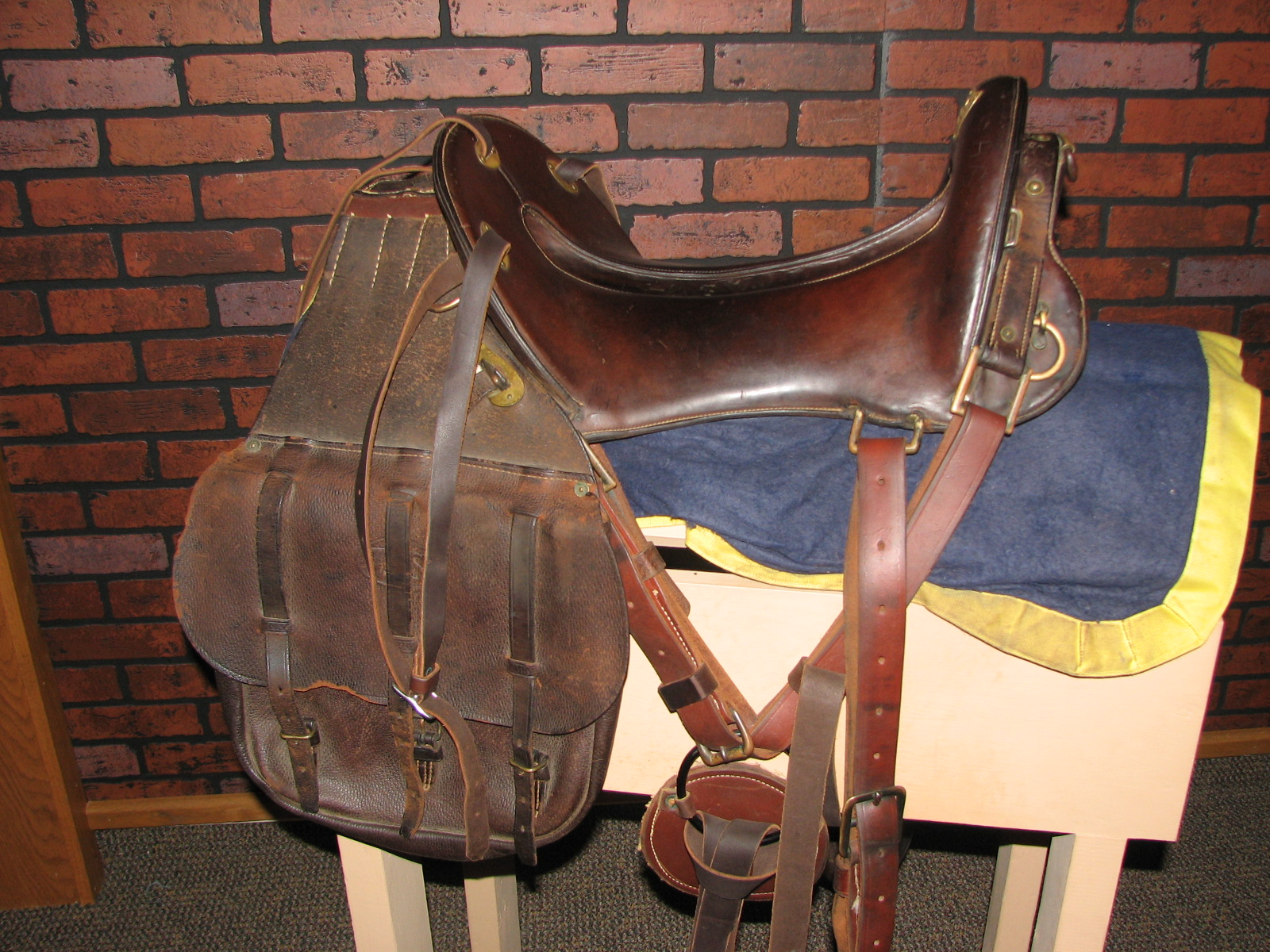
Siodło McClellana

## Wyposażenie

### Umundurowanie
Jak większość kawalerzystów wojny secesyjnej, żołnierze Color Guard noszą kurtkę munduru wz. 1854, obszytą na złoto - w kolorach oddziału kawalerii. Powszechny był również płaszcz oraz muślinowe koszule.
Spodnie z niebieskiego dżerseju, wzmocnione na pośladkach. Szerokość złotego paska na nogawkach oznacza stopień szeregowego (im szerszy pasek, tym wyższy stopień). Spodnie oficerskie wzdłuż zewnętrznego szwu mają ściągacz ze złotego sznurka o szerokości 1/8 cala.
Nakryciem głowy jest czapka (forage cap), skopiowana ze stylu popularnego w armii francuskiej, znana również jako pinwheel cap. Kapelusze o szerokim rondzie (slouch hat) są czasami noszone przez szeregowych, ale nie są one obwiązane złotym sznurem.

### Broń
Kawalerzyści z czasów wojny secesyjnej używali różnych rodzajów broni palnej. Były to m.in. rewolwery Remington model 1858 i Colt Army model 1860 – obydwa kalibru .44 (10,9 mm), Colt Navy model 1851 kalibru .36 (9,14 mm) oraz karabinek Sharps model 1863 kaliber .54 (13,76 mm) będący jednym z bardziej popularnych rodzajów broni palnej noszonej przez kawalerię, chociaż używano wielu rodzajów broni naramiennej.
Kawalerzysta może też nosić szablę. Standardowym wzorem była lekka szabla kawaleryjska model 1861. Była ona jednak orężem nieporęcznym, rzadko potrzebnym w terenie i często zostawianym w obozie. Niemniej jednak, jeśli wymagała tego sytuacja, szabla była kolejnym rodzajem broni na jego wyposażeniu.

### Siodła
Standardowym używanym przez kawalerię siodłem było tzw. „siodło McClellana” z 1859 roku, którego projekt opracował kapitan George B. McClellan. Siodło powstało w efekcie jego podróży w latach pięćdziesiątych XIX wieku na pograniczu, w Meksyku i Europie, na podstawie obserwacji huzarów w Prusach i na Węgrzech.
Siodło to, z pewnymi modyfikacjami było standardowym wyposażeniem używanym przez kawalerię Stanów Zjednoczonych, do czasu jej rozwiązania podczas II wojny światowej, a obecnie wciąż jest używane podczas ceremonii. Charakterystyczną cechą siodła było siedzenie z surowej skóry, którą zastosowano w związku z ograniczeniami wydatków, a tym samym oszczędzaniem pieniędzy na inne cele. Siodło McClellana waży około 8 kg i zostało zaprojektowane z myślą o wygodzie konia.

### Wóz zaopatrzeniowy wz. 1871
W 2001 roku muzeum kawalerii (U.S. Cavalry Museum) z Fort Riley podarowało jednostce wóz zaopatrzeniowy wz. 1871, który przyjechał do Fort Riley z Fort Knox. Osprzęt wagonu jest w 98 procentach oryginalny lecz nie był w najlepszym stanie. Żołnierze przywrócili wóz do stanu obecnego. Skrzynia wykonana jest z czerwonego dębu, natomiast podwozie i koła z białego dębu. Wozy te nie były zasadniczym wyposażeniem jednostek kawalerii, ale były bardzo przydatne w transporcie fasoli i amunicji. Wóz jest pamiątką wsparcia udzielanego przez kwatermistrza i inne jednostki logistyczne, których wkład również dziś uznawany jest za niezbędny element na polach bitew.

### Stajnia
Stajnia jednostki mieści się w ostatnim budynku stajni treningowej kawalerii, który wciąż ma brukowaną podłogę. Budynek ten został zbudowany w 1889 roku i mógł pomieścić siedemdziesiąt sześć koni. Wydzielono w nim pokoje dla sierżanta stajennego i pomieszczenie na sprzęt. Dziś budynek jest siedzibą Mounted Color i jest chroniony przez pierwszego sierżanta (First sergeant – odpowiednik szefa pododdziału) i żołnierzy do zadań specjalnych z jednostek stacjonujących w Fort Riley i mieści 18 koni.

### Konie
Konie to pozyskiwane głównie w Kansas 5-10-letnie wałachy, gniade z niewielkimi białymi znaczeniami lub bez nich – tak jak oryginalne konie 7 pułku kawalerii – o wysokości 15-15,2 dłoni i wadze 1100-1200 funtów. Preferowane są konie o mocnych nogach, zdrowe i posiadające zdolność do występów na wysokim poziomie. Oryginalna doktryna zezwala jednostce na posiadanie dwóch koni w innym kolorze — jednego dla dowódcy i jednego dla trzymającego chorągiew lub sztandar.

### Muły
4 lipca 2005 roku jednostka nabyła dwa muły „Molly Mule”, które przyjechały z Tennessee. Muły te to krzyżówka koni pociągowych Perszeron. We wrześniu 2005 r. zaprzęg mułów zajął pierwsze miejsce w konkursie na targach stanowych Kansas State Fair. W 2006 roku zespół zdobył dodatkowe nagrody na targach stanowych w Kansas.

## Wydarzenia
Od szeregowców do pierwszego sierżanta, żołnierze odtwarzają barwny spektakl amerykańskich kawalerzystów. Demonstrują swoje umiejętności jeździeckie przed grupami szkolnymi i występują na paradach, rekonstrukcjach oraz na rozpoczęciu oficjalnych ceremonii.
CGMCG przeprowadza pokazy musztry i broni oraz parady podczas imprez społecznościowych i rodeo, a także w czasie ceremonii wojskowych w Fort Riley.
Występy reprezentacyjne są pokazem umiejętności i precyzji wymaganych od kawalerzysty. Obejmują musztrę paradną, użycie na koniu lekkiej szabli kawaleryjskiej i broni palnej. Pokazy mogą się odbywać na powierzchni 150x200 stóp (45x60 m).
Gwardia konna reprezentuje Fort Riley i armię amerykańską w profesjonalnym i doskonale dopracowanym pokazie jeździectwa kawalerii i tradycji wojskowej. Przedstawiają amerykańską kawalerię, która pojawiła się w połowie XIX wieku.